# Nędza uszczęśliwiona
Nędza uszczęśliwiona (pełny tytuł w pisowni oryginalnej: Nędza uszczęśliwiona Naypierwsza oryginalna polska opera w dwóch aktach z muzyką Macieia Kamieńskiego wystawiona w Warszawie 1778) – dwuaktowa opera z muzyką Macieja Kamieńskiego i librettem Wojciecha Bogusławskiego powstałym na podstawie kantaty Franciszka Bohomolca.
W 1777 Franciszek Bohomolec napisał libretto do kantaty Nędza uszczęśliwiona. Wojciech Bogusławski przerobił ową kantatę na libretto operowe i z muzyką Macieja Kamieńskiego prapremiera opery miała miejsce 11 lipca 1778 w Pałacu Radziwiłłów w Warszawie.
Nędza uszczęśliwiona (1778) uchodziła za najstarszą zachowaną operę w języku polskim. Wiadomo było tylko, że przed Nędzą uszczęśliwioną istniały opery wcześniejsze Michała Kazimierza Ogińskiego: Opuszczone dzieci i Filozof zmieniony z 1771 roku. Sytuacja zmieniła się, gdy w 2005 opublikowany został anonimowy rękopis komicznej opery barokowej z biblioteki Uniwersytetu im. Adama Mickiewicza w Poznaniu, opracowany przez prof. Jerzego Gołosa. Uczony datował go na początek XVIII wieku i nadał mu tytuł Heca albo polowanie na zająca.

## Osoby
- Podstarości – baryton
- Anna, uboga wieśniaczka – sopran
- Kasia, iéy[6] córka – sopran
- Jan, bogaty mieszczanin – bas
- Antek, parobek – tenor

Rzecz dzieje się we Wsi Szlacheckiéy.